# Sciophila dziedzickii
Sciophila dziedzickii är en tvåvingeart som beskrevs av Edwards 1925. Sciophila dziedzickii ingår i släktet Sciophila och familjen svampmyggor. Arten är reproducerande i Sverige. Inga underarter finns listade i Catalogue of Life.